# Braquinina
Braquinina (Brachinina) é uma subtribo de carabídeos, pertencendo a tribo Brachinini.

## Gêneros
- Aptinoderus Hubenthal, 1919
- Brachinulus Basilewsky, 1958
- Brachinus Weber, 1801